# Phaenostictus mcleannani
Phaenostictus mcleannani é uma espécie de ave da família Thamnophilidae. É a única espécie do género Phaenostictus.
Pode ser encontrada nos seguintes países: Colômbia, Costa Rica, Equador, Honduras, Nicarágua e Panamá.
Os seus habitats naturais são: florestas subtropicais ou tropicais húmidas de baixa altitude.